# Головнин, Николай Викулович
Николай Викулович (Вуколович) Головнин (1797—1850) — контр-адмирал в отставке; начальник Иркутского адмиралтейства  и Охотского порта; троюродный брат вице-адмирала В. М. Головнина.

## Биография
Родился в 1797 году. Отец — поручик лейб-гвардии Преображенского полка Викул Григорьевич Головнин; мать — Екатерина Васильевна (урождённая Вердеревская). 
Воспитывался с 1 февраля 1815 года в Морском кадетском корпусе; мичман — с 10 февраля 1820 года.
Произведён в лейтенанты 17 августа 1821 года и откомандирован в Охотск; в 1823—1828 годах, командовал бригом «Дионисий». Д. И. Завалишин в одном из писем предлагал ему вступить в «Орден восстановления», но Головнин в ответном письме, не давая прямого согласия на вступление, спрашивал о законности его учреждения..
В 1829 году вернулся в Санкт-Петербург; 2 февраля 1832 года был назначен начальником Иркутского адмиралтейства; 26 мая 1837 года был назначен начальником Охотского порта и произведён в капитаны 2-го ранга. Капитан 1 ранга — с 6 декабря 1839 года. За службу в Охотском крае он был удостоен ордена Св. Владимира 4-й степени. В 1843 году был переведён в Балтийский флот. При отставке 25 апреля 1845 года — контр-адмирал.
Умер 1 (13) февраля 1850 года. Похоронен на Смоленском кладбище Санкт-Петербурга вместе с женой.

## Семья
Жена: Елизавета Петровна (1802—?). Их дети:
- Николай (род. 1841)
- Пётр (род. 1844)
- Екатерина (род. 1842)
- Елизавета (1846—1925) — замужем за рязанским помещиком Владимиром Николаевичем Кожиным (1844—1924).